# Giovanni Gabrieli
Giovanni Gabrieli (Veneza, 1555/1557 — Veneza, 12 de agosto de 1612) foi um compositor e organista italiano. Ele foi um dos músicos mais influentes de seu tempo e representa o ponto culminante do estilo da Escola Veneziana, na época da mudança do renascentista para o barroco.

## Vida
Gabrieli nasceu em Veneza. Ele era um dos cinco filhos, e seu pai veio da região de Carnia e foi para Veneza pouco antes do nascimento de Giovanni. Embora não se saiba muito sobre os primeiros anos de vida de Giovanni, ele provavelmente estudou com seu tio, o compositor Andrea Gabrieli, que trabalhou na Basílica de São Marcos da década de 1560 até sua morte em 1585. Giovanni pode, de fato, ter sido criado por seu tio, pois está implícito na dedicação ao seu livro de concertos de 1587, no qual ele se descreveu como "pouco menos que um filho" de seu tio.
Giovanni também foi a Munique para estudar com o renomado Orlando de Lassus na corte do duque Alberto V; muito provavelmente ele ficou lá até cerca de 1579. Lassus foi uma das principais influências no desenvolvimento de seu estilo musical.
Em 1584, ele retornou a Veneza, onde se tornou o organista principal da Basílica de São Marcos em 1585, depois que Claudio Merulo deixou o posto; após a morte de seu tio no ano seguinte, ele também assumiu o posto de compositor principal. Além disso, após a morte de seu tio, ele começou a editar muitas das músicas do homem mais velho, que de outra forma teriam sido perdidas; Andrea evidentemente tinha pouca inclinação para publicar sua própria música, mas a opinião de Giovanni sobre ela era suficientemente alta que ele dedicou muito de seu próprio tempo para compilá-la e editá-la para publicação
A carreira de Gabrieli cresceu ainda mais quando ele assumiu o cargo adicional de organista na Scuola Grande di San Rocco, outro cargo que manteve por toda a vida. San Rocco era a mais prestigiosa e rica de todas as confrarias venezianas, perdendo apenas para a própria San Marco no esplendor de seu estabelecimento musical. Alguns dos cantores e instrumentistas mais renomados da Itália se apresentaram lá e uma descrição vívida de sua atividade musical sobrevive nas memórias de viagem do escritor inglês Thomas Coryat. Muitas de suas músicas foram escritas especificamente para aquele local, embora ele provavelmente tenha composto ainda mais para San Marco.
San Marco tinha uma longa tradição de excelência musical e o trabalho de Gabrieli lá fez dele um dos compositores mais famosos da Europa. A moda que começou com seu influente volume Sacrae symphoniae (1597) foi tal que compositores de toda a Europa, especialmente da Alemanha, vieram a Veneza para estudar. Evidentemente, ele também instruiu seus novos alunos a estudar os madrigais que estavam sendo escritos na Itália, então eles não apenas levaram de volta o grande estilo policoral veneziano para seus países de origem, mas também o estilo mais íntimo dos madrigais; Heinrich Schütze outros ajudaram a transportar a música barroca inicial de transição para o norte, para a Alemanha, uma tendência que afetou decisivamente a história da música subsequente. As produções do Barroco Alemão, culminando na música de J. S. Bach, foram fundadas nesta forte tradição, que teve suas raízes em Veneza.
Gabrieli estava cada vez mais doente depois de cerca de 1606, época em que as autoridades da Igreja começaram a nomear deputados para assumir funções que ele não podia mais desempenhar. Ele morreu em 1612 em Veneza, de complicações causadas por uma pedra nos rins.

## Música e estilo

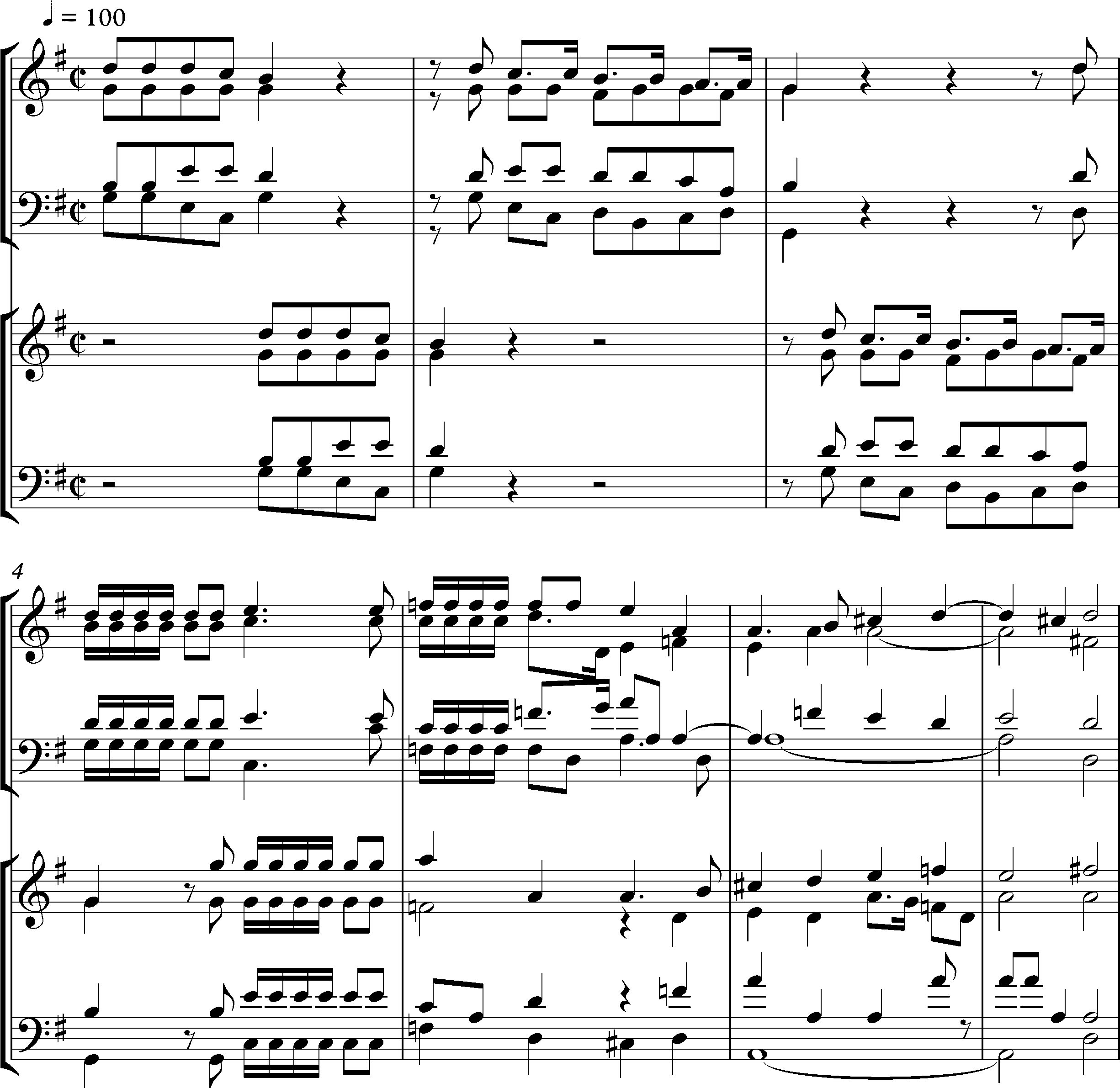
Canzon Septimi Toni No. 2, uma peça para dois coros antifonais de quatro instrumentos cada; instrumentos originais não especificados, mas freqüentemente tocados com oito trombones. Som sintetizado:Ficheiro:Gabrieli_Canzon_Septimi_Toni_02.wav

Embora Gabrieli compusesse em muitas das formas correntes na época, ele preferia a música sagrada vocal e instrumental. Toda a sua música vocal secular está relativamente no início de sua carreira; ele nunca escreveu formas mais leves, como danças; e mais tarde ele se concentrou na música sagrada vocal e instrumental que explorou a sonoridade para o efeito máximo. Entre as inovações que lhe foram creditadas - e embora nem sempre tenha sido o primeiro a usá-las, foi o mais famoso de seu período a fazê-lo - estavam a dinâmica; instrumentação especificamente notada (como na famosa Sonata pian 'e forte ); e forças massivas dispostas em vários grupos separados espacialmente, uma ideia que seria a gênese do concertato barroco e que se espalhou rapidamente pelo norte da Europa, tanto pelo relato de visitantes a Veneza quanto pelos alunos de Gabrieli, que incluíam Hans Leo Hassler e Heinrich Schütz.
Como compositores antes e depois dele, ele usaria o layout incomum da igreja de San Marco, com seus dois pombais de coro frente a frente, para criar efeitos espaciais impressionantes. A maioria de suas peças é escrita de forma que um coro ou grupo instrumental seja ouvido primeiro de um lado, seguido por uma resposta dos músicos do outro lado; freqüentemente havia um terceiro grupo situado em um palco perto do altar principal no centro da igreja. Embora este estilo policoral já existisse por décadas (Adrian Willaert pode ter feito uso dele primeiro, pelo menos em Veneza), Gabrieli foi o pioneiro no uso de grupos de instrumentos e cantores cuidadosamente especificados, com instruções precisas para a instrumentação, e em mais de dois grupos. A acústica era e é tal na igreja que instrumentos, corretamente posicionados, podiam ser ouvidos com perfeita clareza em pontos distantes. Assim, instrumentos que parecem estranhos no papel, por exemplo, um único tocador de cordas contra um grande grupo de instrumentos de sopro, podem soar, em San Marco, em perfeito equilíbrio. Um bom exemplo dessas técnicas pode ser visto na pontuação de In Ecclesiis.
Os primeiros motetos de Gabrieli foram publicados junto com as composições de seu tio Andrea em seu volume de 1587 do Concerti. Essas peças mostram muita influência do estilo de seu tio no uso de diálogos e efeitos de eco. Existem coros graves e agudos e a diferença entre seus tons é marcada pelo uso de acompanhamento instrumental. Os motetos publicados na Sacrae Symphoniae de Giovanni 1597 parecem se afastar dessa técnica de antifonia próxima para um modelo em que o material musical não é simplesmente ecoado, mas desenvolvido por sucessivas entradas corais. Alguns motetos, como Omnes Gentesdesenvolveu o modelo quase até os seus limites. Nestes motetos, os instrumentos são parte integrante da execução, e apenas os coros marcados com "Capella" devem ser executados por cantores para cada parte.
Parece haver uma clara mudança no estilo de Gabrieli depois de 1605, o ano da publicação de Monteverdi 's Quinto libro di Madrigali, e composições de Gabrieli estão em um muito mais homophonic estilo como resultado. Existem seções puramente para instrumentos - chamadas de "Sinfonia" - e pequenas seções para solistas cantando linhas floridas, acompanhadas simplesmente por um baixo contínuo. Os refrãos de "Aleluia" proporcionam refrões dentro da estrutura, formando padrões de rondó nos motetos, com estreito diálogo entre coros e solistas. Em particular, uma de suas peças mais conhecidas, In Ecclesiis, é uma vitrine de tais técnicas policorais, fazendo uso de quatro grupos separados de intérpretes instrumentais e cantores, sustentados pelo órgão onipresente e continuo.

## Trabalhos

### Concerti (1587)
Concerti di Andrea, et di Giovanni Gabrieli, organisti della Serenissima Signori di Venetia': Uma coleção de 77 obras, a maioria das quais são do tio Andrea Gabrieli, mas também contendo alguns dos motetos policorais do jovem Gabrieli.
- 9.) Inclina Domine aurem a 6
- 19.) Ego dixi Domine a 7
- 33.) O magnum mysterium a 8
- 37.) Deus meus ad te de luce a 10
- 40.) Angelus ad pastores ait a 12
- 77.) Sacri di Giove augei a 12

### Sacrae Symphoniae (1597)
Uma coleção de: 45 motetos para 6, 7, 8, 10, 12, 14, 15 ou 16 vozes; 14 canzonas em 8, 10, 12 ou 15 versos musicais; e duas sonatas, uma em 8 linhas musicais, a outra em 12.
1. Motet "Cantate Domino" a 6, Ch.6
2. Exaudi Domine, justitiam meam, Ch.7
3. Motet "Beata es virgo Maria" a 6, Ch.8
4. Motet "Miserere mei Deus" (Psalm 51) a 6, Ch.9
5. O quam suavis est, Domine, Ch.10
6. Benedixisti Domine terram tuam, Ch.11
7. Motet "Exaudi Deus orationem meam" (Psalm 55) a 7, Ch.12
8. Motet "Sancta Maria succurre miseris" a 7, Ch.13
9. O Domine Jesu Christe, Ch.14
10. Domine exaudi orationem meam, Ch.15
11. Jubilate Deo, omnis terr, Ch.16
12. Misericordias Domin, Ch.17
13. Beati immaculati, Ch.18
14. Laudate nomen Domini, Ch.19
15. Jam non-dicam vos servos, Ch.20
16. Beati omnes, Ch.21
17. Domine, Dominus noster, Ch.22
18. Angelus Domini descendit, Ch.23
19. Motet "O Jesu mi dulcissime" a 8, Ch.24
20. Motet "Sancta et immaculata virginitas" a 8, Ch.25
21. Diligam te, Domine, Ch.26
22. Exultate justi in Domino, Ch.27
23. Hoc tegitur, Ch.28
24. Ego sum qui sum, Ch.29
25. In te Domine speravi, Ch.30
26. Jubilemus singuli, Ch.31
27. Magnificat, Ch.32
28. Canzon per sonar primi toni a 8, Ch.170
29. Canzon per sonar septimi toni a 8, Ch.171
30. Canzon per sonar septimi toni a 8, Ch.172
31. Canzon per sonar noni toni a 8, Ch.173
32. Canzon per sonar duodecimi toni a 8, Ch.174
33. Sonata pian e forte, Ch.175
34. Benedicam Dominum, Ch.33
35. Domine exaudi orationem meam, Ch.34
36. Motet "Maria virgo" a 10, Ch.35
37. Motet "Deus qui beatum Marcum" a 10, Ch.36
38. Surrexit Pastor bonus, Ch.37
39. Judica me, Domine, Ch.38
40. Quis est iste qui venit, Ch.39
41. Motet "Hodie Christus natus est" a 10, Ch.40
42. Canzon per sonar primi toni a 10, Ch.176
43. Canzon per sonar duodecimi toni a 10, Ch.177
44. Canzon per sonar duodecimi toni a 10, Ch.178
45. Canzon per sonar duodecimi toni a 10, Ch.179
46. Canzon in echo duodecimi toni à 10, Ch.180
47. Canzon sudetta accommodata per concertar con l’Organo a 10, Ch.181
48. Plaudite, psallite, jubilate Deo omnis terra, Ch.41
49. Virtute magna, Ch.42
50. Kyrie (primus), Ch.43
51. Christe, Ch.44
52. Kyrie (tertius), Ch.45 (Ch.43–45 are a single composition)
53. Gloria, Ch.46
54. Sanctus, Ch.47
55. Magnificat, Ch.48
56. Regina cœli, lætare, Ch.49
57. Canzon per sonar septimi & octavi toni a 12, Ch.182
58. Canzon per sonar noni toni a 12, Ch.183
59. Sonata octavi toni a 12, Ch.184
60. Nunc dimittis, Ch.50
61. Jubilate Deo, omnis terra, Ch.51
62. Canzon quarti toni a 15, Ch.185
63. Omnes gentes plaudite manibus, Ch.52

### Canzoni per sonare (1608)
Uma coleção de 36 curtas obras de Gabrieli, Girolamo Frescobaldi e outros. Os quatro primeiros e os dias 27 e 28 são de Gabrieli.
- Canzon (I) a 4 "La spiritata", Ch.186
- Canzon (II) a 4, Ch.187
- Canzon (III) a 4, Ch.188
- Canzon (IV) a 4, Ch.189
- Canzon (XXVII) a 8 "Fa sol la re", Ch.190
- Canzon (XXVIII) a 8 "Sol sol la sol fa mi", Ch.191

### Canzoni e Sonate (written nlt. 1612, publ. 1615)
Coleção de 16 canzonis e 5 sonatas para 3, 5, 6, 7, 8, 10, 12, 14, 15 e 22 "voci, por sonar con ogni sorte di instrumenti, con il basso per l'organo (partes musicais, para som em todos os tipos de instrumentos, com baixo por meio do órgão)”. Publicado postumamente em 1615. (†) Observe que a numeração como publicada (sistema romano) não está de acordo com o catálogo de Charteris.
1. Canzon prima (item I) a 5, Ch.195
2. Canzon (II) a 6, Ch.196
3. Canzon (III) a 6, Ch.197
4. Canzon (IV) a 6, Ch.198
5. Canzon (V) a 7, Ch.199
6. Canzon (VI) a 7, Ch.200
7. Canzon (VII) a 7, Ch.201
8. Canzon (VIII) a 8, Ch.202
9. Canzon (IX)† a 8
10. Canzon (X)† a 8
11. Canzon (XI)† a 8
12. Canzon (XII) a 8, Ch.205
13. Sonata (item XIII) a 8, Ch.206
14. Canzon (item XIV) a 10, Ch.207
15. Canzon (XV) a 10, Ch.208
16. Canzon (XVI) a 12, Ch.209
17. Canzon (XVII) a 12, Ch.210
18. Sonata (item XVIII) a 14, Ch.211
19. Sonata (XIX) a 15, Ch.212
20. Sonata (XX) a 22, Ch.213
21. Sonata (XXI) per tre violini e basso (a 4), Ch.214

### Sacrae Symphoniae II (escrita nlt. 1612, publ. 1615)
Sacrae symphoniae Liber secundus. Publicado postumamente em 1615.
1. Exultavit cor meum
2. Congratulamini mihi
3. Ego dixi Domine
4. Sancta et immaculata
5. O Jesu mi dulcissime
6. Hodie completi sunt
7. O quam suavis
8. Deus in nomine tuo
9. Attendite popule meus
10. Cantate Domino
11. Benedictus es Dominus
12. Litania Beatae Mariae Virginis
13. Deus Deus meus
14. Vox Domini
15. Iubilate Deo
16. Motet "Surrexit Christus" a 11, Ch.66
17. Exaudi Deus
18. O gloriosa virgo
19. Misericordia tua Domine
20. Suscipe clementissime Deus
21. Kyrie
22. Sanctus
23. Magnificat 12 vocum
24. Confitebor tibi Domine
25. Motet "Quem vidistis pastores" a 14
26. Motet "In ecclesiis" a 14
27. Magnificat 14 vocum
28. Salvator noster
29. O quam gloriosa
30. Exaudi me Domine
31. Magnificat 17 vocum
32. Buccinate